# Остаповский путепровод
Оста́повский (Угре́шский) путепрово́д — автомобильно-пешеходный путепровод в Москве на Волгоградском проспекте. Проходит над железнодорожными путями Малого кольца Московской железной дороги. Пролётные строения выполнены из сборного, предварительно напряжённого железобетона.
Название получил по прежнему названию Волгоградского проспекта — Остаповское шоссе.

## История
Путепровод был сооружён в 1958 году (инженер И. Ю. Аршавский).